# It’s All Right!
It’s All Right! (portugiesischer Originaltitel: Tá Tudo Certo) ist eine brasilianische Miniserie, die von Nonstop und Formata Produções e Conteúdo in Zusammenarbeit mit F/Simas für die Walt Disney Company umgesetzt wurde. In Brasilien fand die Premiere der Miniserie am 12. April 2023 auf Disney+ statt. Im deutschsprachigen Raum erfolgte die Erstveröffentlichung der Miniserie durch Disney+ am selben Tag.

## Handlung
Pedro, ein junger Jurastudent, träumt davon, ein berühmter Musiker zu werden. Zufällig lernt er Ana kennen. Ana ist eine junge Frau, die weiß, wie man das Leben genießt, und sie hat eine Musikkarriere, die kurz vor dem Durchbruch steht. Mit ihr an seiner Seite scheint der Weg zum Erfolg möglich zu sein, doch schon bald steht Pedro vor der Wahl, seinen Traum zu verfolgen oder mit Ana ein Leben voller Musik und guter Laune zu führen. Während dieser Reise wird Pedro über die wahre Bedeutung von Erfolg nachdenken und sich selbst neu entdecken.   

## Besetzung und Synchronisation
Die deutschsprachige Synchronisation entstand unter der Dialogregie von Debora Weigert durch die Synchronfirma Iyuno Germany in Berlin.
| Rolle   | Schauspieler   | Synchronsprecher   |
| ------- | -------------- | ------------------ |
| Pedro   | Pedro Calais   | Amadeus Strobl     |
| Ana     | Ana Caetano    | Jodie Blank        |
| Vitão   | Vitão          | Oskar Räuker       |
| Toni    | Toni Garrido   | Julien Haggège     |
| Clara   | Clara Buarque  | Amelie Plass-Linck |
| Julia   | Julia Mestre   | Marie-Isabel Walke |
| Gita    | Gita Delavy    | Marie Düe          |
| Manu    | Manu Gavassi   | Derya Flechtner    |
| Agnes   | Agnes Nunes    | Emilia Raschewski  |
| Rubel   | Rubel Brisolla | Ricardo Richter    |
| Feijo   | João Pedro     | Sebastian Fitzner  |
| Lucas   | Lucas Mamede   | Tobias Diekow      |
| Cynthia | Cynthia Senek  | Lea Kalbhenn       |
| Serjão  | Serjão Loroza  | Sven Brieger       |

## Episodenliste
| Nr. | Deutscher Titel                              | Originaltitel                        | Erstveröffentlichung (Brasilien) | Deutschsprachige Erstveröffentlichung (D/A/CH) | Regie                                            | Drehbuch                      |
| --- | -------------------------------------------- | ------------------------------------ | -------------------------------- | ---------------------------------------------- | ------------------------------------------------ | ----------------------------- |
| 1   | Du wirst mich sehen                          | Pra Você me Perceber                 | 12. Apr. 2023                    | 12. Apr. 2023                                  | Felipe Simas, Rodrigo Cesar & Mayara Constantino | Felipe Simas & Raphael Montes |
| 2   | Ein buntes Morgen                            | O Amanhã Colorido                    | 12. Apr. 2023                    | 12. Apr. 2023                                  | Felipe Simas, Rodrigo Cesar & Mayara Constantino | Felipe Simas & Raphael Montes |
| 3   | Ein Universum an Dingen, die ich nicht kenne | Universo de Coisas Que Eu Desconheço | 12. Apr. 2023                    | 12. Apr. 2023                                  | Felipe Simas, Rodrigo Cesar & Mayara Constantino | Felipe Simas & Raphael Montes |
| 4   | Ich denke immer noch                         | Ainda Penso                          | 12. Apr. 2023                    | 12. Apr. 2023                                  | Felipe Simas, Rodrigo Cesar & Mayara Constantino | Felipe Simas & Raphael Montes |